# Walter De Rigo
Walter De Rigo (Santo Stefano di Cadore, 24 febbraio 1932 – Cortina d'Ampezzo, 1º gennaio 2009) è stato un imprenditore e politico italiano, senatore della XIV Legislatura nelle file di Forza Italia.

## Biografia
Nacque il 24 febbraio 1932 a Santo Stefano di Cadore e visse praticamente tutta la vita a Cortina d'Ampezzo; molto legato alla sua terra d'origine fu un imprenditore amato, e particolarmente attivo anche nel mondo del volontariato. Diplomato geometra, era titolare, assieme al fratello Ennio, del "Gruppo De Rigo", che si occupa di refrigerazione (tre filiali), occhialeria (marchio DR), costruzioni e di un albergo a Pomezia. Dal 2000 al 2001 è stato presidente dell'Associazione Industriali di Belluno.
Alle elezioni del 13 maggio 2001 risultò eletto al senato, nel VII collegio della regione Veneto con Forza Italia. In senato, è stato membro della X commissione permanente (Industria, commercio e turismo); dal 12 maggio 2005 fino alla fine della legislatura è stato membro anche della Commissione di inchiesta sugli infortuni sul lavoro. Presentò, come primo firmatario, il Disegno di legge nº 2255 intitolato Norme in materia di sicurezza delle piste da sci e norme per la prevenzione degli infortuni, che fu poi approvato; fu inoltre relatore di sei DDL (tra i quali il nº 2255) e co-firmatario di altri 80 DDL. Concluse il proprio mandato parlamentare nel 2006.
Morì il giorno di Capodanno del 2009 all'età di 76 anni.

### Vicende giudiziarie
De Rigo fu condannato in via definitiva patteggiando nel febbraio 1993 una pena di un anno e quattro mesi per truffa ai danni del Ministero del lavoro e della previdenza sociale e della CEE dalla quale aveva ottenuto 474 milioni di lire in cambio di falsi corsi di qualificazione professionale per una delle sue aziende.